# Ben's Mill
Pour plus de détails, voir Fiche technique et Distribution.
Ben's Mill est un film américain réalisé par Michel Chalufour et John Karol, sorti en 1982. Il a été présenté dans le cadre de la série documentaire de PBS Odyssey.

## Synopsis
Ce documentaire s'intéresse au moulin à eau nommé « Thresher Mill » et situé à Barnet (Vermont).

## Fiche technique
- Titre : Ben's Mill
- Réalisation : Michel Chalufour et John Karol
- Scénario :
- Photographie :
- Montage :
- Production : Michel Chalufour et John Karol
- Société de production : Public Broadcasting Associates
- Pays :  États-Unis
- Genre : Documentaire
- Durée : 59 minutes
- Dates de sortie : 
  -  États-Unis : 1982

## Distinctions
Le film a été nommé à l'Oscar du meilleur film documentaire.